# ショッピングコアパルシー
ショッピングコアパルシー（Shopping core Palcy）は、徳島県美馬市脇町大字猪尻にあった総合ショッピングセンター。通称・略称はパルシー (Palcy)。

## 施設概要
- 所在地:徳島県美馬市脇町大字猪尻西分116番地の1[1]
- 建物構造：鉄筋コンクリート造 地下1階地上2階建て塔屋1階[1]

## 沿革
- 1987年（昭和62年）3月15日 - 開業[3]。
- 2014年（平成26年）
  - 11月30日 - キョーエイ脇町パルシー店を除き、完全閉店。
  - 12月 - 美馬市が営業中のキョーエイ脇町パルシー店を除き、脇町ショッピングセンター協同組合が区分所有する約1万平方メートルを2億2千万円で購入[4]。
- 2018年（平成30年）5月13日 - 美馬市が旧パルシー跡に美馬市地域交流センター（ミライズ）をオープン。

## 館内店舗

### 現在の館内店舗
- キョーエイ脇町店（3,000m2）[1]

### かつての出店事業者
- リトルマーメイドパルシー店[1]
- ドムドムハンバーガー&裸夢[1]